# Ecco the Dolphin
Ecco the Dolphin (яп. エコー・ザ・ドルフィン Эко: дза Доруфин, венг. Ecco a delfin, «Дельфин Экко») — видеоигра, первая из серии игр о дельфине Экко, разработанная в 1992 году для платформы Sega Mega Drive/Genesis венгерской компанией Novotrade International (ныне Appaloosa Interactive). Идея игры принадлежит Эдварду Аннунциата. Версия игры для игровой приставки Sega Mega-CD также включает в себя саундтрек, созданный композитором Спенсером Нильсеном, несколько дополнительных уровней, видеовставки и значительно улучшенные спрайты дельфинов. Обложка игры оформлена художником Борисом Вальехо. Отдельный диск с саундтреком к игре носит название «Ecco the Dolphin: Songs of Time».
С 2010 года игра доступна в составе сборника SEGA Mega Drive and Genesis Classics для платформ Linux, macOS, Windows, с 2018 — PlayStation 4, Xbox One и Nintendo Switch.

## Игровой процесс
Игра реализована в двумерном пространстве: имеется возможность свободного перемещения в одной плоскости по горизонтали, вертикали и диагонали. Атакует врагов Экко, как и все дельфины, тараня их рострумом на большой скорости. Наращивание скорости производится путём частого нажатия соответствующей кнопки, а поддерживать скорость на одном уровне можно, зажав её. Также возможен резкий рывок с помощью другой кнопки. Экко может общаться с другими существами подводного мира, посредством песни (сонара).
Две особенности игры стали следствием специфики главного героя. Первая — акустическая карта, которую можно вызвать с помощью песни Экко. Зажав кнопку, нужно подождать, пока песня вернётся к Экко — своеобразное подражание реальной эхолокации дельфинов. Вторая особенность — необходимость пополнять запас кислорода (необходимый всем млекопитающим), которая выражается в постоянной потребности всплывать или искать воздушные карманы. Для индикации кислорода и здоровья есть две специальные шкалы в левом верхнем углу экрана. Запас здоровья можно восполнить, поедая рыбу (протаранив её), или если направить песню к некоторым глифам и статуям.
Глифы — шестиугольные кристаллы, которые реагируют на пение или прикосновение Экко. Некоторые кристаллы перекрывают проход, и для их устранения необходима «песня-ключ», получаемая у глифа-ключника. Другие кристаллы дают полезные советы, некоторые редкие экземпляры восстанавливают здоровье или делают Экко временно неуязвимым.
Считается, что самая первая игра из этой серии является самой сложной. Запутанные подводные течения и постоянно заканчивающийся запас воздуха приводят к тому, что игроку приходится часто начинать уровень сначала, что вызывает серьёзное раздражение. На некоторых уровнях необходимо выполнять сложные прыжки через островки и развалины, проходить движущиеся преграды, легко могущие раздавить Экко, и выполнять другие трюки, требующие реакции и сноровки. Даже несмотря на то, что количество попыток не ограничено, а каждый уровень имеет свой пароль, прохождение является серьезным испытанием.

## Сюжет
История игры начинается с того, что ничего не подозревающий дельфин Экко вместе со своей семьёй наслаждается безмятежной жизнью в океане. По репликам одного из дельфинов стаи становится ясно, что Экко поспорил с ним, кто из них может выше выпрыгнуть из воды. Но в тот самый момент, когда Экко выпрыгивает из воды, появляется огромный смерч, который засасывает всю океанскую живность. Экко избегает этой участи, благодаря тому, что в этот момент находился в воздухе, но воздушные потоки удерживают его над водой вплоть до внезапного исчезновения шторма. После этого Экко отправляется на поиски своей стаи, и по пути встречает других дельфинов, от которых узнаёт, что весь подводный мир в хаосе после этого внезапного шторма.
Встретившаяся Экко косатка направляет его в Антарктику на поиски большого мудрого синего кита, которого так и зовут — Большой Синий (Big Blue). Найдя кита, Экко узнаёт от него, что подобные штормы случаются каждые 500 лет. За дополнительными сведениями кит направляет Экко к существу, известному как Астерит. Экко, покинув полярные льды, в одной подземной пещере находит Астерита — самое старое из живущих на планете Земля существ.
Астерит обладает способностью к телепатическому общению. Как было сказано Большим Синим: «Мы чувствуем, что его мысли обладают сильной энергией, но он не поёт нам». Хотя Астерит достаточно могуществен, чтобы помочь Экко, он неполон: одна из его сфер-фрагментов отсутствует. Астерит соглашается помочь, если Экко найдёт её. Это можно сделать только отправившись в прошлое с помощью машины времени, построенной древними Атлантами.
В затонувшем городе Атлантиды Экко находит машину времени и библиотеку. От глифов в ней он узнает о причине шторма. Каждые 500 лет жители планеты Вортекс собирают воды Земли. Эти существа давно уничтожили все пищевые ресурсы у себя, и поэтому теперь они опустошают земные океаны. Узнав это все, Экко активирует машину времени и отправляется на 55 миллионов лет в прошлое Земли. Первоначально планировалось ввести в игру доисторических млекопитающих, с которыми бы мог пообщаться Экко, но дизайн этих сцен не был закончен из-за ограничений по времени. Сами же сообщения, заготовленные для этих сцен, сохранились, и их можно при желании обнаружить.
В прошлом Экко быстро находит Астерита, но тот без лишних слов на него нападает. Очевидно, молодой Астерит гораздо менее расположен к мирной беседе, чем он же в будущем. Будучи втянутым в битву, в ходе неё Экко удаётся выбить один из фрагментов Астерита. По неизвестной причине это вызывает появление временного портала, который переносит Экко в настоящее. Главный парадокс заключается в том, что одной сферы у Астерита недоставало именно по той причине, что в прошлом её Экко же и похитил! Несомненно, сам Астерит об этом знает, так как впервые встретившись с ним, Экко слышит «Я тебя помню! Да, конечно это был ты… И прислал тебя я. Теперь всё понятно.»
Будучи восстановленным, Астерит даёт Экко силу, превращающую его сонар в смертоносное оружие. Также Экко получает дар обходиться под водой без воздуха и восстанавливать потерянное здоровье. После этого Астерит объясняет Экко, как воспользоваться машиной времени, чтобы переместиться во времени как раз к моменту, когда случится похищение. Все происходит по плану, и в этот раз наш дельфин попадает в водоворот вместе со своей стаей.
Последние три уровня представляют собой комплекс постоянно передвигающихся преград, который в общем целом называется «Машина» (The Machine) (в версии для PC — «Машина Вортекса» (Vortex Machine), в оформлении которого, возможно, сказалось влияние творчества Гигера. Первый из трёх последних уровней, называемый «Труба» (The Tube), представляет собой прохождение водяного потока, который со временем ускоряется и выпускает всё больше врагов навстречу дельфину. Второй уровень из цикла, под названием «Добро пожаловать в Машину» (Welcome to the Machine — название недвусмысленно перекликается с одноимённой песней Pink Floyd), состоит из постоянно перегруппировывающегося лабиринта, перерабатывающего воду, который может легко убить Экко, если тот не будет осторожен.
Последний уровень — поединок с главой жителей Вортекс — Королевой Вортекс. Уровень называется «Последний Бой» (The Last Fight). Так как сама игра имеет довольно высокий уровень сложности, проигрыш Королеве становится фатальным, ибо приходится перепроходить предыдущий этап. В японской версии игры в случае гибели дельфина бой просто начинается заново, если только Экко не был проглочен королевой — в этом случае в дело вступает ещё один уровень «Желудок» (The Stomach).
В итоге Экко побеждает Королеву и спасает свою стаю. Вся эта компания успешно отправляется обратно через Машину домой, и по прибытии начинают веселье, и обещают петь вечную хвалу храбрости Экко.

## Разработка
В игровой индустрии ходили слухи о существовании Ecco the Dolphin, ещё до того как Sega в 1992 году наконец-то представила игру как эксклюзив приставки Genesis, тогда ещё под названием Dolphin. Решив создать игру, в основе которой была бы жизнь дельфинов, разработчик Эд Аннунциата провел исследование на эту тему, особенно на него повлияла книга Хэнка Серлса «Sounding» («Звучание»), в которой объяснялось, как различные существа используют эхолокацию. Аннунциата работал с командой над саундтреком, проигрывая им песни Pink Floyd, чтобы придать саундтреку то чувство, к которому он стремился. Аннунциата позже говорил: «Я был параноиком из-за того, что дети проходили игры за выходные. Так что... я... усложнил ситуацию». Его любимым уровнем был «Welcome to the Machine» («Добро пожаловать в Машину»), который был «слишком сложным».
Аннунциата раздумывал над тем, чтобы назвать персонажа в честь созвездия Дельфина, которое изображено на лбу персонажа. Директор по маркетингу Sega Эл Нильсен предлагал название игры Botticelli the Dolphin, ссылаясь на популярность персонажей, названных в честь итальянских художников, таких как «Черепашки-ниндзя». Аннунциата обратился за помощью к своему боссу Клайду Гроссману, который предложил Эхо, что намекало на способность эхолокации дельфина. Аннунциате понравилась идея. Будучи итальянцем по происхождению, он выбрал написание Ecco, потому что оно может свободно означать «Я вижу», а «видеть при помощи звука» это как раз то, что эхолокация позволяется делать дельфинам.
Предпоследний уровень игры называется «Welcome to the Machine», названный в честь песни «Welcome to the Machine» из альбома Pink Floyd Wish You Were Here 1975 года. Ecco: the Tides of Time (1994) включает в себя уровень под названием «New Machine», названный в честь песни «A New Machine» Pink Floyd с альбома 1987 года «A Momentary Lapse Of Reason».

## Отзывы
| Сводный рейтинг | Сводный рейтинг |
| Агрегатор       | Оценка          |
| --------------- | --------------- |
| GameRankings    | 51,75 %         |